# Fabresema grisea
Fabresema grisea är en fjärilsart som beskrevs av Holloway 1979. Fabresema grisea ingår i släktet Fabresema och familjen björnspinnare. Inga underarter finns listade i Catalogue of Life.